# Jon Van Caneghem
Jon Van Caneghem (sinh năm 1962/1963) là đạo diễn, nhà thiết kế và nhà sản xuất trò chơi điện tử người Mỹ. Ông được nhiều người biết đến vì cho ra mắt studio phát triển New World Computing vào năm 1983, và kiến tạo tác phẩm đầu tay do chính ông thiết kế vào năm 1986 với tựa game Might and Magic Book One: The Secret of the Inner Sanctum. Trong suốt thời gian tồn tại dài tới 20 năm của công ty, Van Caneghem đã tham gia vào việc sáng tạo và làm giám đốc của một số thương hiệu, bao gồm cả dòng game nhập vai lừng danh Might and Magic và bản spin-off Heroes of Might and Magic và dòng game chiến lược King's Bounty.

## Thiếu thời
Van Caneghem lớn lên ở khu Sunset Strip tại West Hollywood, California, nước Mỹ, có mẹ là họa sĩ và cha dượng là một nhà thần kinh học tại Đại học California, Los Angeles (UCLA). Ông thi đậu vào trường Lycée Français de Los Angeles và alma mater của UCLA, bắt đầu như một sinh viên dự bị và tốt nghiệp với tấm bằng khoa học máy tính.

## Sự nghiệp
Năm 1983, Van Caneghem đã sáng lập New World Computing, một hãng phát triển và phát hành game vi tính và console. Tụa game đầu tiên của họ lấy bối cảnh kỳ ảo thời Trung cổ Might and Magic: Secret of the Inner Sanctum—một trong những game nhập vai đầu tiên có bản vẽ chi tiết cả hai vị trí trong nhà và ngoài trời. Nó được ra mắt vào năm 1986 cho Apple II. Dòng game này vẫn tiếp tục tung ra thêm chín phiên bản bán chạy nhất, tất cả đều do Van Caneghem đồng sáng tạo ra. Năm 1990 Van Caneghem đã phát hành King's Bounty, tiền thân của dòng game Heroes of Might and Magic lên tới bảy phần thuộc thể loại chiến thuật theo lượt, xoay quanh về các cuộc xung đột lấy bối cảnh kỳ ảo mà người chơi điều khiển đạo quân gồm toàn những sinh vật thần thoại.
Trong 20 năm tiếp theo là chủ tịch và CEO hãng New World Computing, Van Caneghem đã trông coi việc phát hành của hơn 250 tựa game trên toàn thế giới. Van Caneghem đã bán New World Computing cho nhà phát triển và phát hành 3DO vào năm 1996 được số tiền 13 triệu USD. Ông vẫn ở lại 3DO làm chủ tịch và "quản lý có tầm nhìn xa trông rộng" cho đến năm 2003 khi 3DO đệ đơn xin phá sản và loại bỏ bộ phận New World Computing. Bản quyền tên gọi Might and Magic đã được Ubisoft mua với giá 1.3 triệu USD, làm sống lại thương hiệu với dòng game mới cùng tên gọi.
Từ năm 2004 đến năm 2005, Van Caneghem làm việc tại hãng NCSoft trong vai trò giám đốc sản xuất của một trò chơi trực tuyến nhiều người chơi. Năm 2006 Van Caneghem rời khỏi NCSoft và khai trương hãng Trion World Network, chuyên sản xuất các server-side game có trụ sở tại Redwood City, California, sau khi kiếm được hơn 100 triệu USD nhờ vốn đầu tư từ Time Warner, NBC Universal, GE và Bertelsmann.
Van Caneghem rời khỏi Trion vào năm 2009 và gia nhập hãng Electronic Arts làm quản lý cho thương hiệu hàng đầu game Command & Conquer. Van Caneghem phụ trách việc mở rộng phần chơi trực tuyến của dòng game. Ngày 29 tháng 10 năm 2013, EA đã hủy bỏ quá trình phát triển tựa game Command & Conquer hiện tại và đóng cửa studio phát triển.

## Giải thưởng
Van Caneghem được giới thiệu vào Computer Gaming World Hall of Fame năm 2004 cho phần Strategy and Role-Playing. Các bản Might and Magic đầu tiên đứng thứ 44 trong Computer Gaming World's Hall of Fame, và Heroes of Might and Magic II đứng thứ 31. Heroes of Might and Magic I thắng giải Strategy Game of the Year từ Computer Gaming World, Turn-Based Strategy Game of the Year từ Strategy Plus, Editor's Choice từ PC Gamer và Golden Triad từ Computer Game Review.

## Đời tư
Van Caneghem sống tại Los Angeles, California và có một cô con gái tên là Amanda.

### Đua xe
Van Caneghem là một tay đua cuồng nhiệt và đã giành được hoặc xếp hạng trong các cuộc đua thường xuyên kể từ những năm 90. Sở thích này nảy mầm từ những cuộc đua không chính thức tung hoành ngang dọc Mulholland Drive ở vùng đồi Hollywood và vào đầu thập niên 90 đã phát triển thành một sở thích nghiêm chỉnh hơn trên các đường đua khắp đất nước. Ông đã tham dự Skip Barber Racing School trong suốt thời gian này. Van Caneghem đã tranh tài hơn 100 vòng đua với hàng chục trận thắng tại câu lạc bộ xe thể thao Sports Car Club của Mỹ nơi ông đọ sức bằng mấy chiếc GT2, CSR, DSR, S7, SGT và Pro7. Nhờ Nasa Pro Racing, ông tranh tài bằng chiếc Mazda-GT, ST2, STR2. Van Caneghem cũng giành chiến thắng cuộc đua với Cal Club, bao gồm cả giải SGT2 Season Winner năm 2005.

## Game
- Might and Magic I, 1986
- Might and Magic II, 1988
- Nuclear War, 1989
- Tunnels & Trolls: Crusaders of Khazan, 1990
- King's Bounty, 1990
- Planet's Edge, 1991
- Might and Magic III, 1991
- Might and Magic IV: Clouds of Xeen, 1992
- Might and Magic V: Darkside of Xeen, 1993
- Zephyr, 1994
- Might and Magic: World of Xeen, 1994
- Inherit the Earth: Quest for the Orb, 1994
- Hammer of the Gods, 1994
- Wetlands, 1995
- Swords of Xeen, 1995
- Multimedia Celebrity Poker, 1995
- Heroes of Might and Magic, 1995
- Heroes of Might and Magic: A Strategic Quest, 1995
- Anvil of Dawn, 1995
- Spaceward Ho! IV for Windows, 1996
- Heroes of Might and Magic II, 1996
- Empire II: The Art of War, 1996
- Heroes of Might and Magic II: The Price of Loyalty, 1997
- Might and Magic VI: The Mandate of Heaven, 1998
- Heroes of Might and Magic II Gold, 1998
- Might and Magic VII: For Blood and Honor, 1999
- Heroes of Might and Magic, Millennium Edition, 1999
- Heroes of Might and Magic III: The Restoration of Erathia, 1999
- Crusaders of Might and Magic, 1999
- Might and Magic VIII: Day of the Destroyer, 2000
- Heroes of Might and Magic III Complete, (Collector's Edition), 2000
- Heroes Chronicles: Warlords of the Wastelands, 2000
- Heroes Chronicles: Masters of the Elements, 2000
- Heroes Chronicles: Conquest of the Underworld, 2000
- Heroes Chronicles: Clash of the Dragons, 2000
- Legends of Might and Magic, 2001
- Heroes of Might and Magic: Quest for the Dragon Bone Staff, 2001
- Heroes Chronicles: The Final Chapters, 2001